# Fäbroms
Fäbroms, Tabanus bovinus, är en tvåvingeart som beskrevs av Carl von Linné 1758. Fäbroms ingår i släktet Tabanus, och familjen bromsar. Arten är reproducerande i Sverige. Inga underarter finns listade.

## Kännetecken
Fäbroms är en stor broms med en längd på mellan 18 och 25 millimeter. Till skillnad från vissa andra bromsar så flyger den ofta med ett högt brummande ljud. Hos honorna är mundelarna omvandlade till bladlika stiletter, och med dem skär de hål på huden hos däggdjur. Betten är därför smärtsamma.

## Levnadssätt
Honan suger främst blod på kreatur, mer sällan på människor. Flygtiden är från juni till och med augusti. Larven lever i jord eller vatten och är ett rovdjur som livnär sig på insektslarver och maskar.

## Utbredning
Artens utbredningsområde anges i Catalogue of Life till Europa, Ryssland och Norra Afrika. I Sverige förekommer den i stort sett i hela landet.

## Bildgalleri

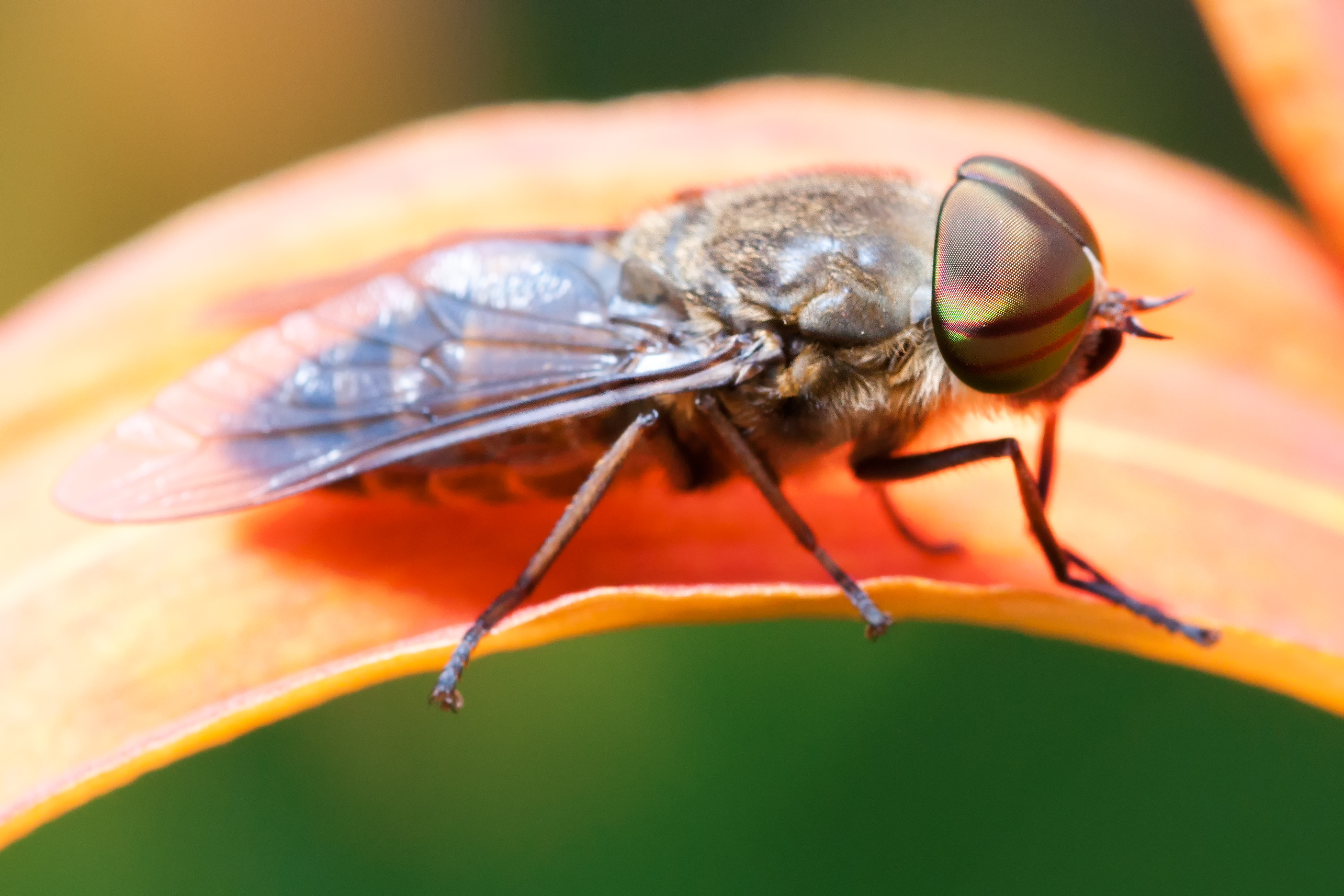
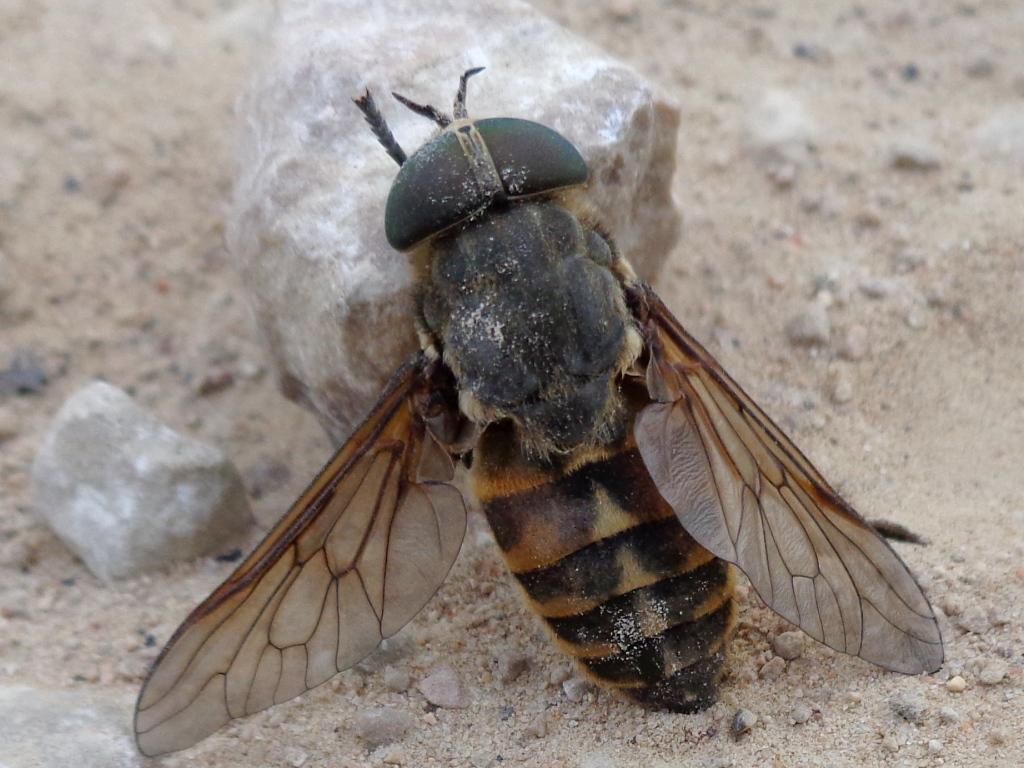
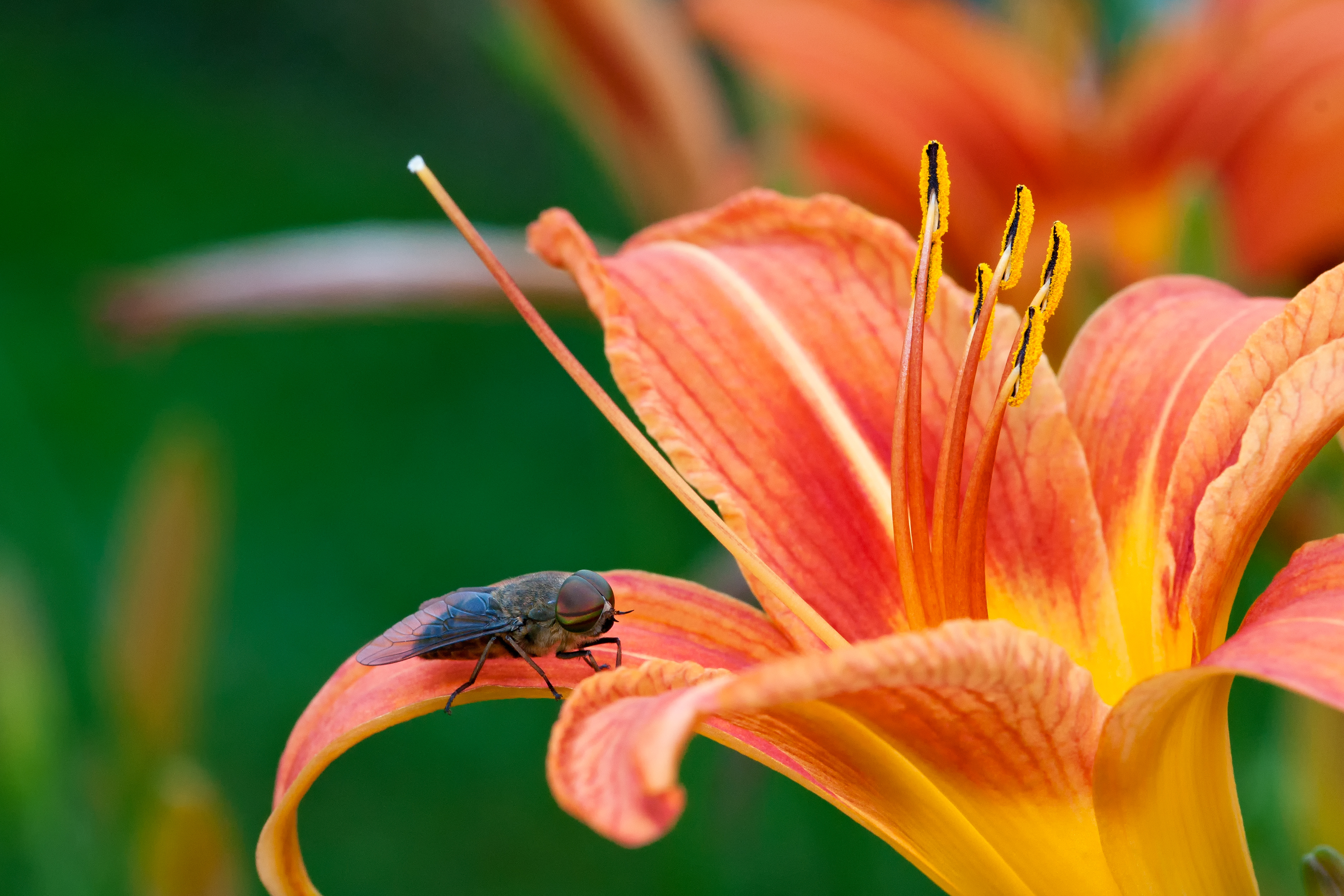
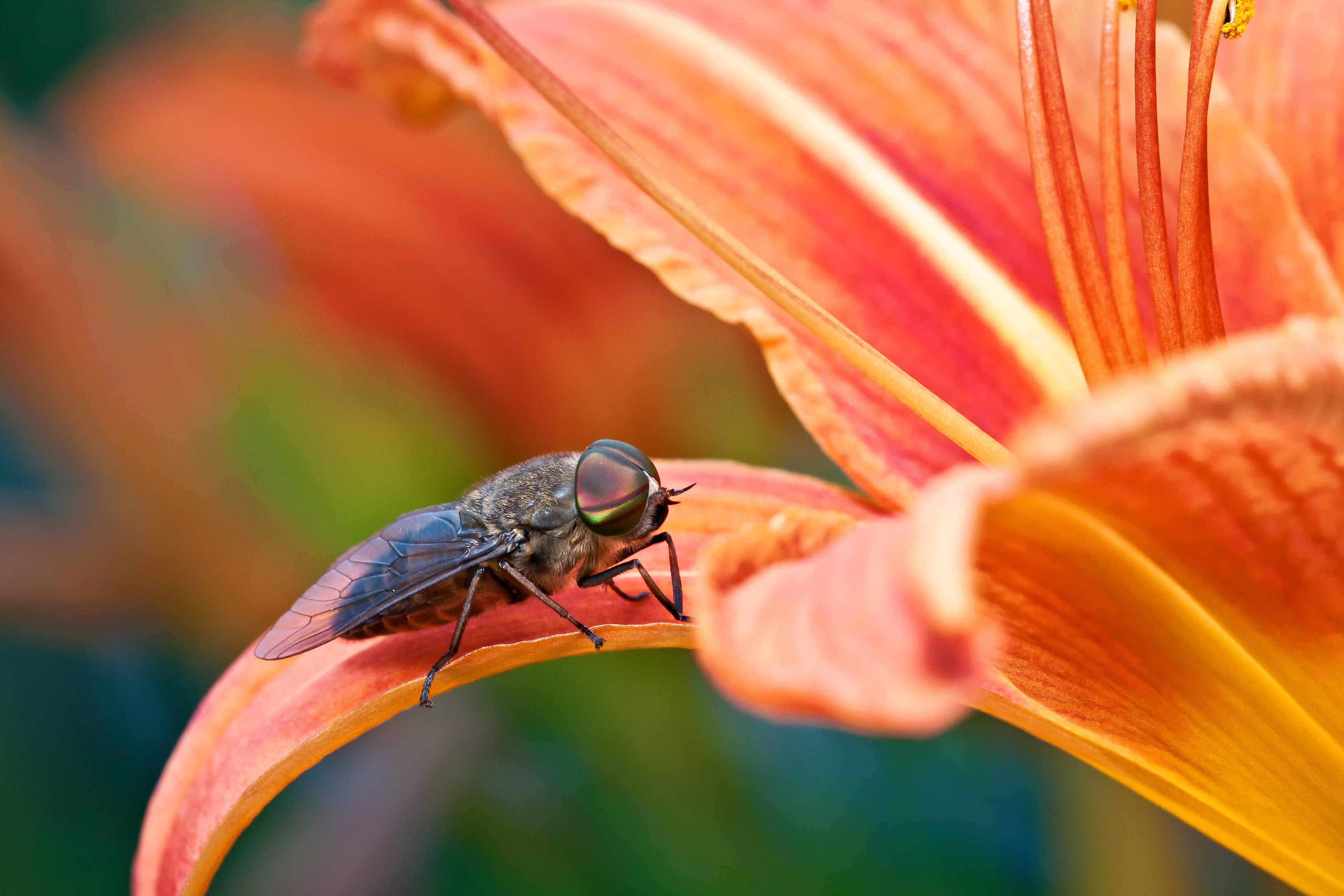
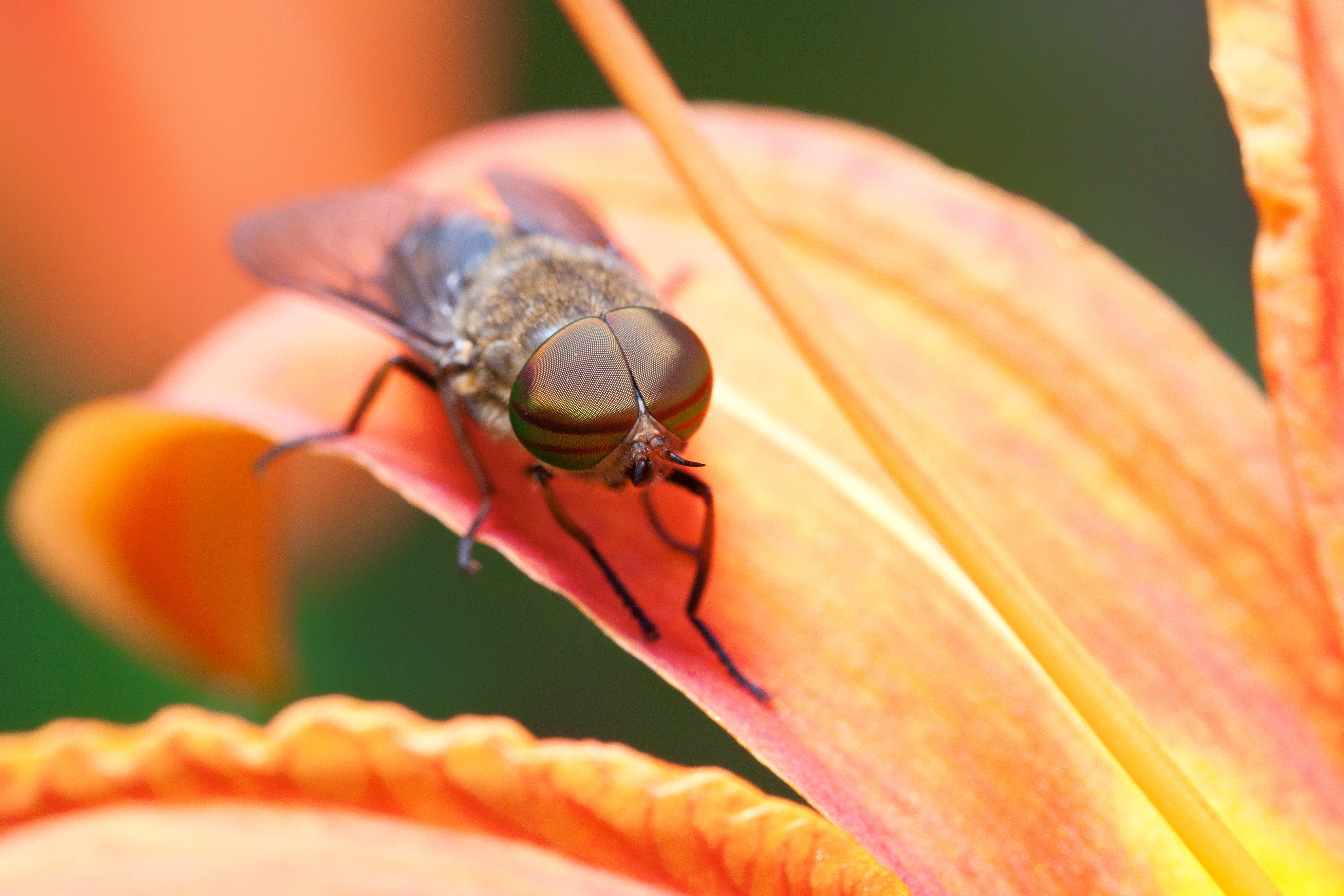
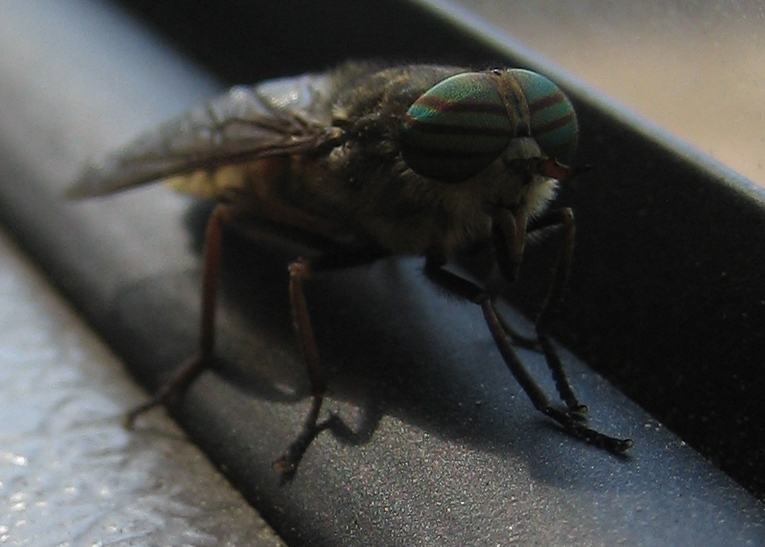
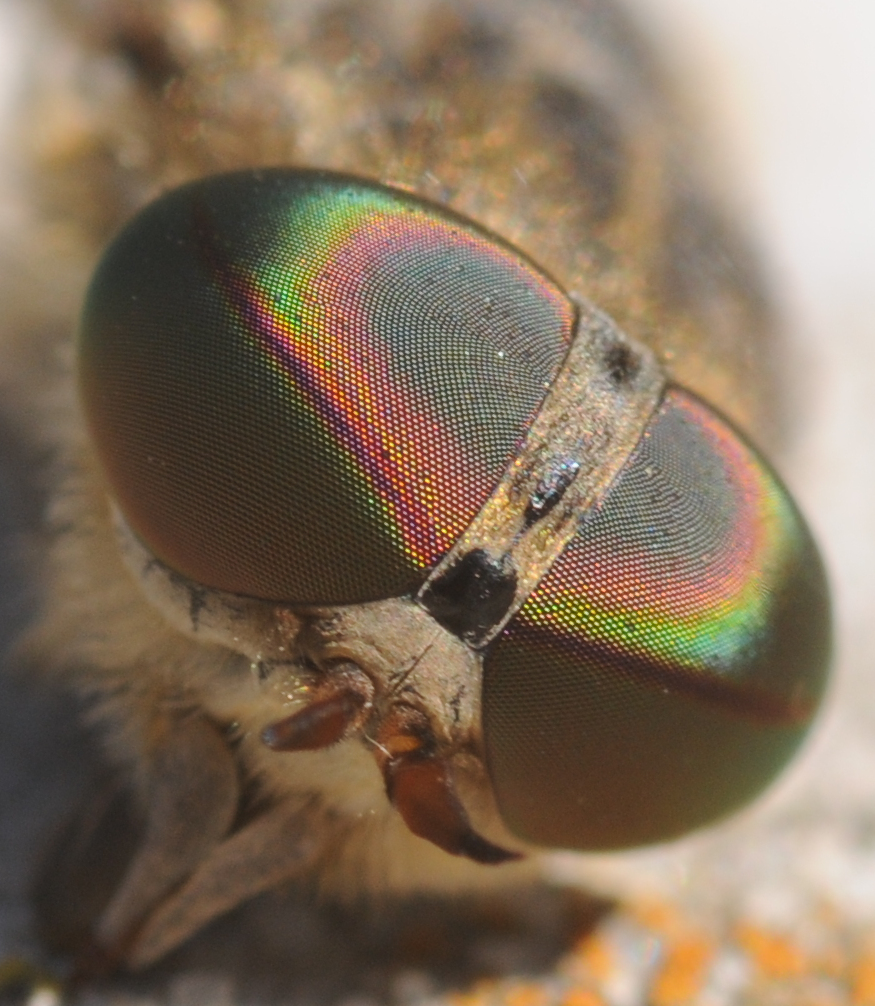
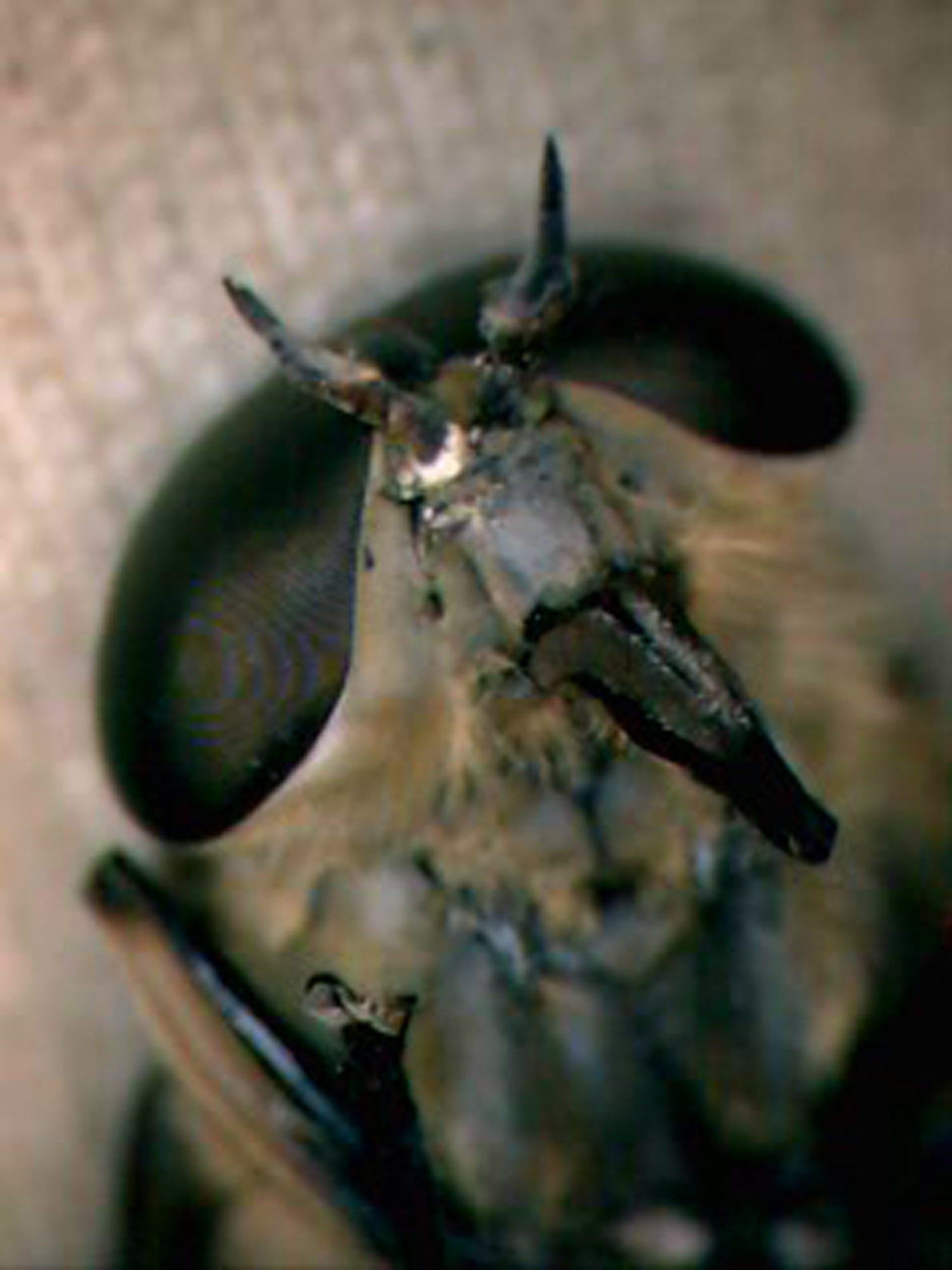
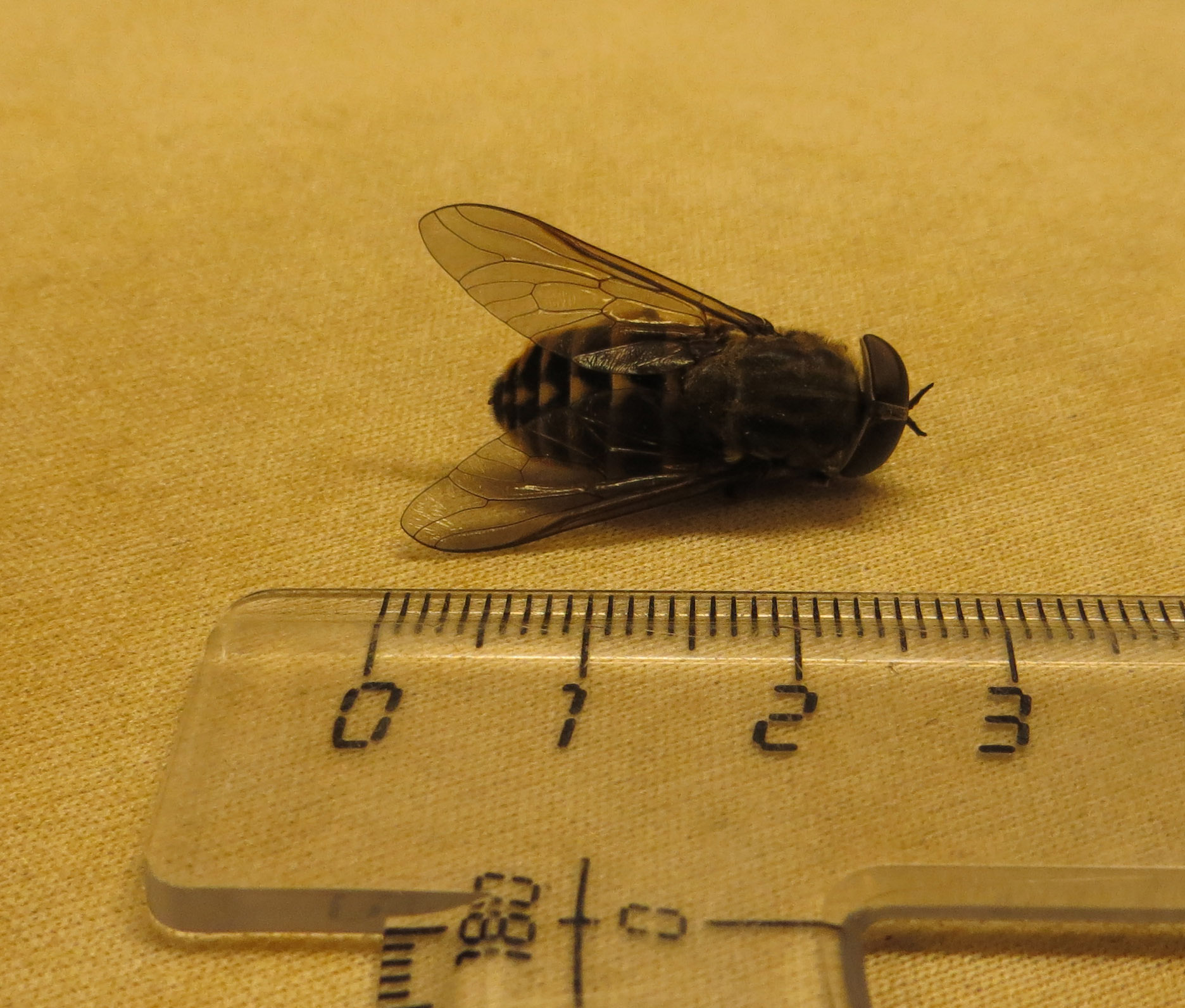